# Arakacha
Arakacha (Arracacia xanthorrhiza Bancr., Syn.: Arracacia esculenta DC.; Conium arracacia Hook.) ist eine Nutzpflanze aus der Familie der Doldenblütler (Apiaceae).

## Beschreibung
Die mehrjährige krautige Pflanze, die unserer Sellerie ähnelt, erreicht Wuchshöhen von 1,0 bis 1,5 m. An langen, rötlich überlaufenen Stielen sitzen die gefiederten Blätter mit fiederförmigen Blättchen. Die Stiele entspringen den rosettigen oberirdischen Wurzelauswüchsen (Cormel, Stämmen). Die Doppeldolden sitzen an den generativen Trieben. Die Dolden tragen männliche und zwittrige, meist selbststerile, also intrafloral dichogame Blüten, sie werden von Insekten bestäubt. Die Art ist nur begrenzt selbstfertil, also es kann Selbstbestäubung erfolgen. Es können Kelchblätter vorhanden sein. Die fünf Petalen sind gelb oder violett-braun. Es sind jeweils fünf Staubblätter vorhanden.
Die Art bildet mehrere walzlich-rübenartigen Knollen (Corms, Speicherwurzeln) mit feinen Seitenwurzeln seitlich an einem „Wurzelstock“ aus. In 8 bis 12 Monaten werden die möhrenartigen und kartoffelfarbigen Knollen jeweils bis zu 30 cm lang und 3 bis 8 cm dick. Das „Fleisch“ ist weißlich, gelblich, weißlich- bis gelblich-violett. Da die Pflanzen kaum Früchte ansetzen, werden die Nutzpflanzen vegetativ über Wurzelabrisse vermehrt.

## Standort
Die Pflanze bevorzugt mittlere lehmig-sandige Standorte mag frische Böden erträgt jedoch keine Bodenvernässungen. Sie wächst am besten auf Böden mit einem pH-Wert von 5–6 (erträgt auch bis 6,8) in Gebieten mit mittlerer Niederschlagsmenge um 1.000 mm und benötigt mindestens 600 mm Niederschlag. Sie wird an besonnten Standorten ebenso angebaut wie an leicht beschatteten Stellen unter Bäumen.

## Verbreitung
Die Verbreitung liegt hauptsächlich in den Anden von Bolivien, Peru bis nach Kolumbien in einer Höhe von 1.800 bis 2.600 Meter (sogar bis auf 3.500 Meter), aber auch in Brasilien.

## Inhaltsstoffe
Stärke (ca. 25 %), Protein (ca. 1 %). Ätherische Öle. Wassergehalt ca. 73 %.

## Verwendung
Die „Wurzeln“ sind nur wenige Tage haltbar und werden (nach dem Abschaben der dünnen Rinde) gekocht oder gedünstet verzehrt. Aufgrund der ätherischen Öle schmecken sie würzig und werden deshalb von den Indios der Kartoffel vorgezogen.
Die Wurzeln werden auch gerieben als eine Art Reibekloß in siedendem Fett gebraten und als Buñuelos verwendet. Junge, gebleichte Stängel und Blätter werden als Salate oder Gemüse verzehrt. Die „Wurzelstöcke“ werden als Viehfutter verwendet.

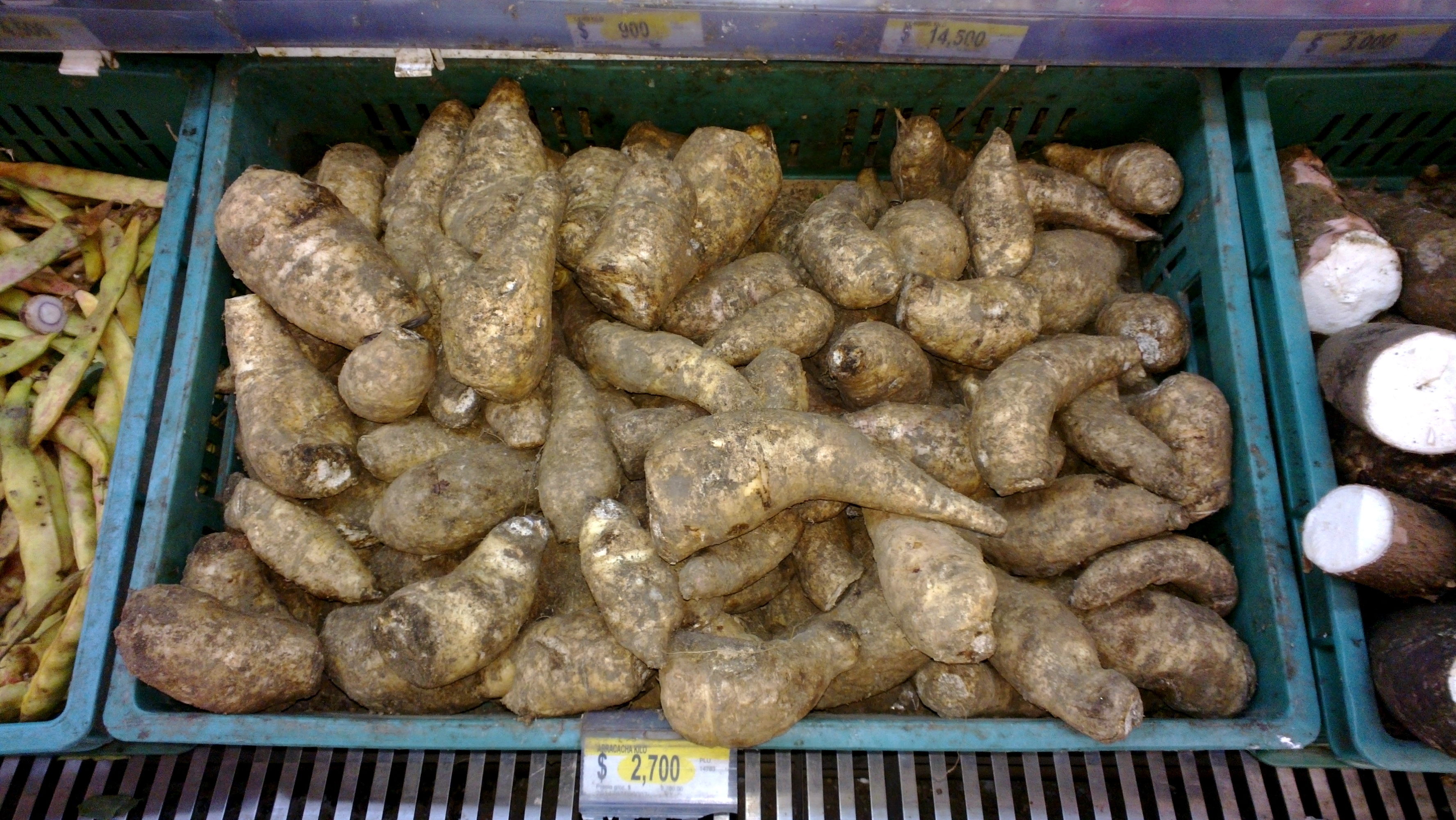
Arakacha-Knollen in einem kolumbianischen Supermarkt

Arrakacha gilt in Südamerika als vielversprechende Nutzpflanze, zu deren Anbaubedingungen und Verwendung zahlreiche Forschungsprojekte laufen.